# 腹卷

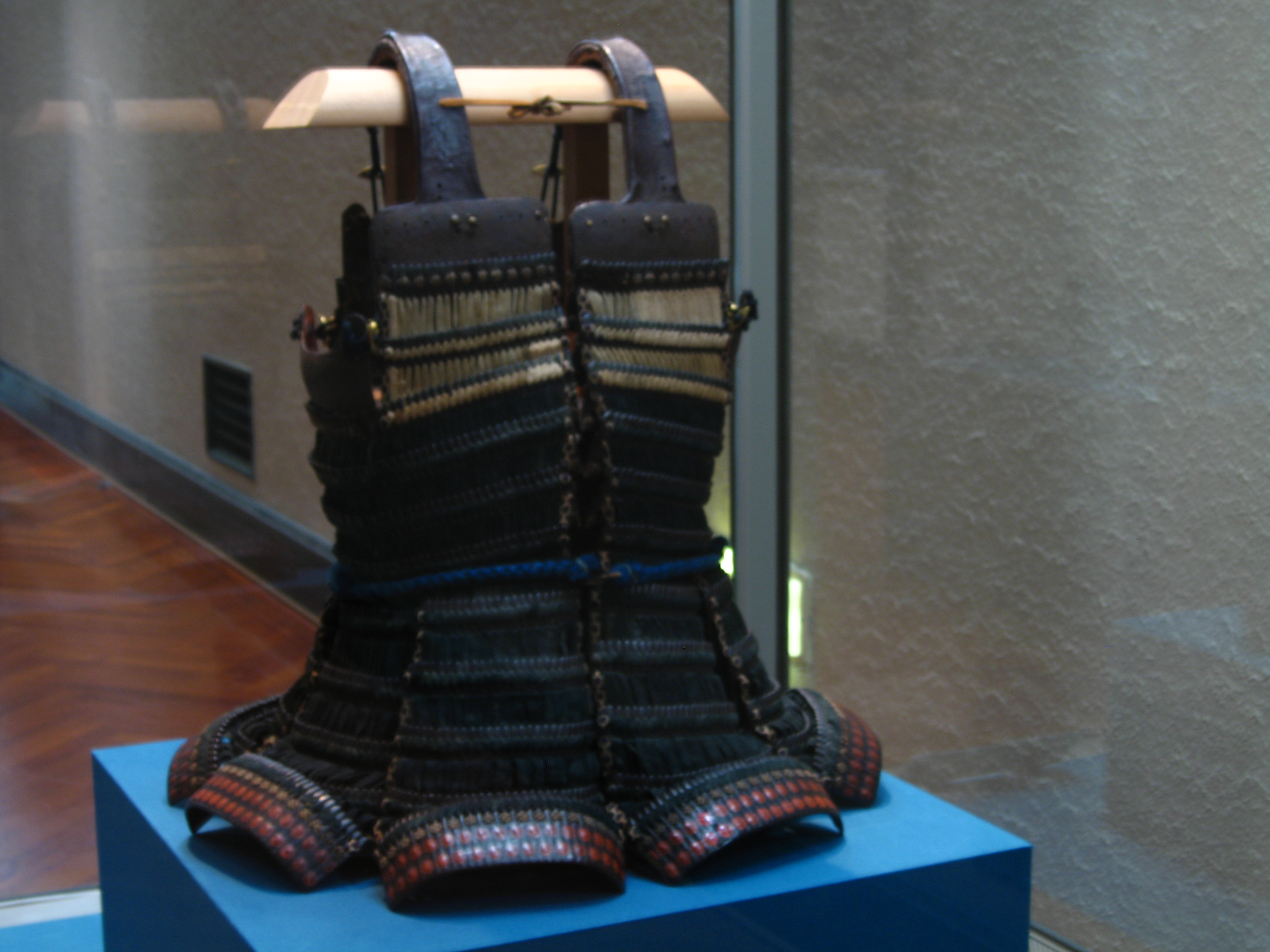
腹卷

腹卷是一種日式盔甲，是簡易盔甲腹當 的進化版，出現在鎌倉時代後期，現在被稱為腹卷 的鎧甲，即是室町時代以前的胴丸，傳說是源義經的鎧甲式樣(色色威腹卷)，所以受到武士們的歡迎，與火繩槍的出現並無多大關連，相對大鎧而言屬於一種輕鎧甲，方便徒步武士配備，與胴丸一樣是日本南北朝、室町時期主流的防禦配備。至安土桃山時期，因火繩槍的普及以及開發出當世具足，腹卷遭到淘汰。直到江戶時代，腹卷作為裝飾品再度在社會中流通。
比胴丸更佳的後期產物，大約出現於日本的室町後期～战国～安土桃山時代初期，尤因應火繩槍的出現，日本的鎧甲也不斷的演進，正應如此，防禦能力更加良好的腹卷被製造了出來。
腹卷的構造是由燻製的動物皮革（後期為金屬片）以繩索串連，製作概念上類似鱗甲，因此雖然較為輕便，但同樣有縫隙防禦弱點；鎧甲為兩層式，在下面附有小腹卷（或者稱之為腹當），在上面則有大腹卷，並且在前方在加設一道板甲， 。

## 外部連結
- 腹卷的圖示[永久]